# اکبریه
اکبریه یک روستا در ایران است که در دهستان قلعه زری شهرستان خوسف واقع شده‌است. اکبریه ۱۵ نفر جمعیت دارد.